# Коровино (Ульяновская область)
Коровино — село Калмаюрского сельского поселения Чердаклинского района Ульяновской области, располагается на реке Калмаюр в 23 км к югу от районного центра Чердаклы.

## История
Село Коровино основано в 1648 году бояриным Коровиным. Один из их представителей, Фёдор Игнатьевич Коровин, «поверстан был по городу Синбирску в 1648 году и получил 50 четвертей поместной земли, по большой Синбирской дороге, вверх по Елшанке речке». После его смерти, в 1665 году, у него было уже 88 четвертей земли, из них 22 четверти получила вдова Василиса, а остальные 66 четвертей были отказаны за его родными братьями: сотником московских стрельцов Яковом и алатырцем Измаилом.
В 1743 году село у Коровиных выкупили дворяне Тургеневы. Сначала им владел Пётр Андреевич Тургенев, потом его сын Пётр. В 1837 году поместье перешло Борису Петровичу, а после его кончины в 1854 году владельцем стал Леонтий Борисович Тургенев (жена - Екатерина Александровна Багговут  (1833—1892), дочь Багговут, Александр Фёдорович) — отец Александры Леонтьевны Бостром, дед известного русского писателя Алексея Николаевича Толстого. В период реформы 1861 года он осудил поступки своих братьев Михаила и Юрия о бесплатной раздаче земель в селах Тургенево и Андреевка, свои же земли в Коровино он передал крестьянам только через выкуп.
В 1780 году деревня Коровина, помещиковых крестьян, вошла в состав Ставропольского уезда Симбирского наместничества. С 1796 года — в Симбирской губернии.
В XIX веке деревня Коровино имело и другое название — Эрмитаж (Ермитаж), что означает загородный дом, предназначенный для уединенного времяпрепровождения.
В 1851 году село вошло в состав Самарской губернии.
В 1861 году была создана Коровинская волость с центром в деревне Коровино, в которую вошли: Андреевка, Тургенево, Русский Калмаюр (Дурасовка), Чувашский Калмаюр, Татарский Калмаюр и Татарский Калмаюр (Поповка тож)
В 1867 году на средства Леонтия Борисовича Тургенева была построена Спасская деревянная церковь с колокольней.
В 1894 году в селе Коровино открыта одно-классная смешанная церковно-приходская школа, в начале XX века в ней обучалось 41 мальчик и 10 девочек.
В 1930 году в селе был создан колхоз «Дружба».
В 1943 году село вошло в состав Ульяновской области.
В 2005 году село вошло в состав Калмаюрского сельского поселения.

## Население
| Год  | Число дворов | Число жителей | Примечание |
| ---- | ------------ | ------------- | --- |
| 1780 |              | 155           | Ревизских душ |
| 1859 | 92           | 761           | 389 мужчин и 372 женщины                                                                                                   |
| 1889 | 183          | 1206          | есть: церковь, вол. правление, 1 водяная и 4 ветр. мельниц, 1 обдир. и 2-ё чесальных зав., имение и ферма М. Б. Тургенева  |
| 1910 | 213          | 1602          | 4 ветряных мельницы, усадьба и водяная мельница дворян Тургеневых, церковь, церковно-приходская школа, вол. прав. Урядник. |
| 2010 |              | 269           | |

## Известные уроженцы
- Александра Леонтьевна Тургенева (Бостром) — мать Алексея Толстого.
- Леонтий Борисович Тургенев — предводитель уездного дворянства Ставропольского уезда с 1858-го по 1866 год, отец А. Л. Тургеневой.
- Мотков, Пётр Иванович — Герой Советского Союза
- Пётр Григорьевич Щипанов — заслуженный колхозник СССР, бригадир 2-й бригады колхоза «Дружба» Чердаклинского района, ветеран Великой Отечественной войны, награждён орденами Трудового Красного Знамени, Отечественной войны II степени, Красной Звезды и медалями[10].

## Инфраструктура
- ООО «Золотой теленок» (разведение быков породы Абердин-ангус)[11] и сельскохозяйственные потребительские снабженческие кооперативы СПСК "ДРУЖБА".

## Факты
- В родовое имение матери Алексей Толстой впервые приехал в 1899 году и затем практически все каникулы он проводил здесь[12].
- В цикле рассказов «Заволжье» Алексей Толстой описал жизнь местных людей[12].

## Достопримечательности
Памятники археологии:
- Курганная группа «Коровино-1» (2 насыпи) 2-я пол II тыс. до н.э.
- Курганная группа «Коровино-2» 2-я пол II тыс. до н.э.

## Галерея

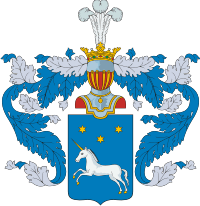
Герб рода Турге́невых.
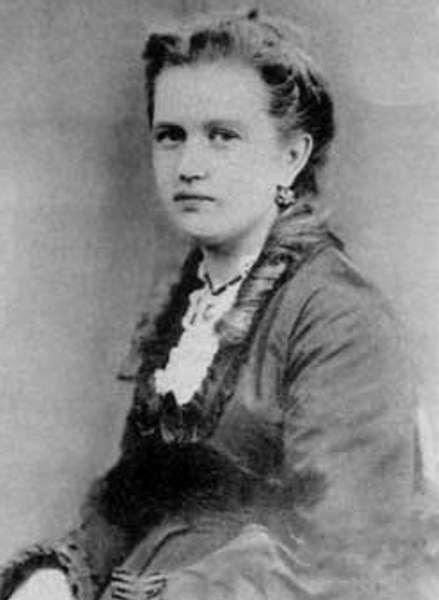
Александра Леонтьевна Бостром, мать Алексея Толстого. Владелица села.